# كلفن موريس
كلفن موريس (بالإنجليزية: Kelvin Morris)‏ هو لاعب كرة قدم أمريكية أمريكي، ولد في 25 أكتوبر 1982 في تيمونسفيل في الولايات المتحدة.